# The Dock of the Bay
The Dock of The Bay (en español El muelle de la bahía) es el primer álbum póstumo del músico estadounidense de soul Otis Redding, publicado en febrero de 1968, dos meses después de su muerte en un accidente en diciembre de 1967. Incluye su éxito póstumo (Sittin' On) The Dock of the Bay.
El álbum fue incluido en la lista de los 500 mejores álbumes de todos los tiempos de la revista Rolling Stone, ocupando el puesto 161 en la reedición del 2012.

## Contexto

### Antecedentes
1967 significó un año clave para Otis Redding, pues estuvo en constante actividad.
A principio del año, Redding salió de gira por Europa con Booker T. & The M.G.'s. En marzo del mismo año actuó en el Teatro Olympia, de París, presentación que produjo el álbum en vivo Live in Europe, a la postre el último álbum de Otis publicado en vida.
El 19 de junio participó del Monterey Pop Festival, en Monterey, California, acompañado también de la banda de Booker T. Éstaba gozando de estabilidad financiera con las regalías de la versión que Aretha Franklin hizo de su canción de 1965, Respect. Fue elegido el mejor cantante masculino por la revista Melody Maker, destruyendo la racha de ocho años consecutivos de Elvis Presley con esa categoría.

### Grabación
El álbum fue grabado en los estudios Stax, en Memphis, Tennesee, entre el 11 de junio y el 8 de diciembre de 1967. Fue producido por Steve Cropper.

### Accidente y muerte
Redding falleció el 10 de diciembre de 1967, dos días después de suspender las sesiones de grabación del álbum. Su avión sufrió un choque contra el Lake Monona, en Winsconsin. Todos los ocupantes, incluyendo el piloto, músicos de Otis conocidos como The Bar-Kays, excepto el trompetista Ben Cauley fallecieron en el siniestro.
A raíz de su muerte, la canción insigne del álbum (Sittin' On) The Dock of the Bay tuvo que ser completada por el prodcutor Cropper, incluyendo en la parte correspondiente a la frase final el clásico silbido de Redding.

## Lanzamiento y promoción
Con la muerte de Redding y sus músicos el álbum no tuvo gira promocional. Sin embargo el sencillo (Sittin' On) The Dock of the Bay, lanzado el 8 de enero, alcanzó el primer lugar en listas en los Estados Unidos, y el 3 en el Reino Unido. Love You More Than Words Can Say alcanzó el puesto 30 en listas de soul, y el 78 en los Billboard Hot 100, y The Glory of Love, 19 en los listados especializados y 60 en los Billboard 100.

## Legado
El álbum se convirtió en un clásico del soul, no solo por el contexto en que salió al mercado, sino por lo innovador del sonido de su sonido, que Redding tomó de inspiración en Sgt. Peppers Lonely Hearts Club Band de The Beatles, siendo uno de los primeros artistas en ser influenciados por este disco.
En la reedición del 2012, la revista Rolling Stone incluyó el álbum en la lista de los 500 mejores álbumes de todos los tiempos, ocupando el puesto 161 en éste listado. El álbum desplazó a Heart Like a Wheel de Linda Ronstadt, que fue retirado del conteo.
Junto a Otis Blue y The Dictionary of Soul, The Dock of the Bay completa los 3 álbumes de Otis Redding en la lista de RS500. En la reedición del 2012 quedaron por fuera Live in Europe y Dreams to Remember: The Otis Redding Anthology.

## Canciones
| Side one |                                      |          |  |
| N.º      | Título                               | Duración |  |
| 1.       | «(Sittin' On) The Dock of the Bay»   | 2:38     |  |
| 2.       | «I Love You More Than Words Can Say» | 2:50     |  |
| 3.       | «Let Me Come on Home»                | 2:53     |  |
| 4.       | «Open the Door»                      | 2:21     |  |
| 5.       | «Don't Mess with Cupid»              | 2:28     |  |

| Side two |                                               |          |  |
| N.º      | Título                                        | Duración |  |
| 6.       | «The Glory of Love»                           | 2:38     |  |
| 7.       | «I'm Coming Home»                             | 3:03     |  |
| 8.       | «Tramp»                                       | 2:32     |  |
| 9.       | «The Huckle-Buck»                             | 2:58     |  |
| 10.      | «Nobody Knows You (When You're Down and Out)» | 3:10     |  |
| 11.      | «Ole Man Trouble»                             | 2:36     |  |